# Centrotoclytus
Centrotoclytus is een kevergeslacht uit de familie van de boktorren (Cerambycidae). De wetenschappelijke naam van het geslacht werd voor het eerst geldig gepubliceerd in 1863 door Motschulsky.

## Soorten
Centrotoclytus omvat de volgende soorten:
- Centrotoclytus asperatus Aurivillius, 1925
- Centrotoclytus bellulus Holzschuh, 2009
- Centrotoclytus canalis Holzschuh, 1992
- Centrotoclytus carinatus Gahan, 1906
- Centrotoclytus carinulatus Holzschuh, 2011
- Centrotoclytus curvipes Holzschuh, 1992
- Centrotoclytus dubius Aurivillius, 1925
- Centrotoclytus granifer Holzschuh, 2011
- Centrotoclytus helleri Schwarzer, 1926
- Centrotoclytus interruptus Aurivillius, 1925
- Centrotoclytus minutus Pic, 1925
- Centrotoclytus nigriceps Aurivillius, 1925
- Centrotoclytus occultus Holzschuh, 2006
- Centrotoclytus quadridens Motschulsky, 1863
- Centrotoclytus ruficeps Aurivillius, 1925
- Centrotoclytus rufiventris Aurivillius, 1925
- Centrotoclytus rutilans Holzschuh, 2006
- Centrotoclytus speciosus Holzschuh, 2006
- Centrotoclytus spiculosus Heller, 1916